# Итон (Беркшир)
И́тон (англ. Eton) — небольшой город в графстве Беркшир, к юго-западу от Лондона, на левом, луговом берегу реки Темзы, напротив Виндзора, связанного с ним Виндзорским мостом. Население составляет 4,7 тыс. человек (2011 г.). Известен в основном благодаря Итонскому колледжу, в котором, в частности, учились принцы Уильям и Гарри.
В XIX веке футбольная команда города «Олд Итонианс» два раза выигрывала Кубок Англии.